# Jorge Mori Igoa
Jorge Mori Igoa (Zaragoza, 17 de agosto de 1960) es un político español militante del Partido Socialista de Navarra, diputado del Parlamento de Navarra de la V legislatura (1999-2003) y después concejal del Grupo Socialista en el Ayuntamiento de Pamplona (Navarra) desde 2003 hasta que dejó la política activa en 2015.
Actualmente es director de la Escuela de Seguridad y Emergencias de Navarra (ESEN) de Beriain desde el 30 de octubre de 2019.

## Biografía
Jorge Mori Igoa nació el 17 de agosto de 1960 en Zaragoza proveniente de una familia originaria de Pamplona, a donde pronto se trasladarían.
Estudió bachiller, posteriormente no finalizó los estudios universitarios de Banca.
Fue policía municipal desde 1986 hasta 1997, año en el que comenzó a trabajar como secretario de organización del PSN.

### Carrera política
Fue miembro de la dirección de Euskadiko Ezkerra (EE) en la etapa final. Posteriormente se unió al PSN, donde fue miembro de la ejecutiva regional desde 1997 en diversos cargos.
Fue parlamentario foral de 1999 a 2003 por el PSN-PSOE. Desde el año 2003, y hasta 2015, fue cabeza de lista socialista en el consistorio pamplonés, lo cual le supuso varios cargos consecutivos de concejal y ser portavoz municipal.

### Vida personal
Está casado, pero no tiene hijos. 